# Église catholique au Portugal
L'Église catholique au Portugal (en portugais : « Igreja Católica em Portugal »), désigne l'organisme institutionnel et sa communauté locale ayant pour religion le catholicisme au Portugal.
L'Église au Portugal est organisée en 3 provinces ecclésiastiques, qui ne sont pas soumises à une juridiction nationale au sein d'une église nationale mais qui sont soumises à la juridiction universelle du pape, évêque de Rome, au sein de l'« Église universelle ».
Les 3 provinces répartissent 21 diocèses qui rassemblent les 4424 paroisses du Portugal.
En étroite communion avec le Saint-Siège, les évêques des diocèses au Portugal sont membres d'une instance de concertation, la conférence épiscopale portugaise.
L'Église catholique est autorisée par la Constitution du Portugal.
L'Église catholique est la communauté religieuse comptant le plus de fidèles au Portugal.

## Législation en matière religieuse
Entre 1910 et 1926, lors de la première République portugaise, le Portugal n'a plus eu de religion d'État ni officielle. Il en est de même depuis 1976, avec la Constitution portugaise, dont l'alinéa 5 de l'article 41 affirme que « les Églises et les communautés religieuses sont séparées de l'État et peuvent librement s'organiser, exercer leurs fonctions et célébrer leur culte ».
Plusieurs autres alinéas de la Constitution encadrent la liberté de religion,, autorisant ainsi l'Église catholique :
- l'article 41 :
  - l'alinéa 1 stipule que « La liberté de religion et de culte est inviolable. »;
  - l'alinéa 2 stipule que « Nul ne peut être poursuivi, privé de droits ou dispensé d'obligations ou de devoirs civiques en raison de ses convictions ou de ses pratiques religieuses. »;
  - l'alinéa 3 stipule que « Nul ne peut être interrogé, par aucune autorité, au sujet de ses convictions ou de ses pratiques religieuses, sauf pour le recueil de données statistiques qui ne permettront pas d'identifier les personnes auprès de qui elles ont été obtenues, ni subir de préjudice pour avoir refusé de répondre. »;
  - l'alinéa 5 stipule que « La liberté de l'enseignement de toute religion réalisé dans le cadre de chaque confession est garantie, ainsi que l'utilisation de ses propres moyens d'information pour l'exercice de ses activités. »;
- l'article 19 :
  - l'alinéa 6 stipule que « La déclaration de l'état de siège ou de l'état d'urgence ne peut en aucun cas porter atteinte à la liberté de conscience et de religion. »;

Avec certaines limites :
- l'alinéa 2 de l'article 43 stipule que « L'État ne peut programmer l'éducation et la culture selon des directives religieuses.»;

- l'alinéa 3 de l'article 51 stipule que « Les partis politiques ne peuvent user d'une appellation qui contiennent des expressions évoquant directement des religions ou églises, ou des emblèmes susceptibles d'être confondus avec des symboles religieux. »;
- l'alinéa 4 de l'article 55 stipule que « Les associations syndicales sont indépendantes des confessions religieuses. ».

Le Portugal est un État séculier. En dehors de la constitution, les deux documents les plus importants concernant la liberté religieuse sont :
- la « Loi de liberté religieuse » de 2001;

- le Concordat du 18 mai 2004 (succédant à celui de Salazar de 1940 et celui de 1886) entre le Portugal et le Saint-Siège[7] : désormais, même les associations religieuses exerçant des activités commerciales - l'hôtellerie, par exemple - sont soumises à l'impôt, et les prêtres devront déclarer leurs revenus, dont ceux salariés de l’État pour enseigner le catéchisme dans les lycées et les collèges[8].

En 1984, la législation du Portugal a autorisé l’avortement mais elle demeura une des plus restrictives d’Europe avec celles de l’Irlande et de la Pologne. Un référendum en 1998 a essayé de le libéraliser sans succès. Et ce n'est qu'en 2007 qu'un nouveau référendum a approuvé sa dépénalisation.
Le divorce est autorisé par le Code civil portugais, par consentement mutuel ou sur demande auprès d'un tribunal par un des conjoints.
De nombreux jours fériés ont une origine catholique.

## Catholicisme
L'Église catholique dispose de deux rites liturgiques au Portugal :
- Le rite de Braga qui est utilisé dans l'archidiocèse de Braga qui utilise aussi le rite romain;
- Le rite romain qui est utilisé dans tout le pays ainsi que dans l'archidiocèse de Braga.

## Organisation ecclésiale

Carte des provinces ecclésiastiques et diocèses portugais

Au 31 décembre 2015, l'Église catholique au Portugal comptait 3 431 prêtres.
Le quartier général primatial du Portugal est l'archidiocèse de Braga.
L'Église au Portugal est organisée en 3 provinces ecclésiastiques (Braga, Lisbonne et Évora) qui répartissent 21 diocèses rassemblant les 4424 paroisses du Portugal.
Le tableau ci-dessous recense les églises particulières de l'Église catholique au Portugal.
|    | Nom                                                          | Nom latin                                                    | Rite                                                              | I                                                                 | II                                                                | III                                                               | Province ecclésiastique                                           | Évêque                                                                                    |
| -- | ------------------------------------------------------------ | ------------------------------------------------------------ | ----------------------------------------------------------------- | ----------------------------------------------------------------- | ----------------------------------------------------------------- | ----------------------------------------------------------------- | ----------------------------------------------------------------- | ----------------------------------------------------------------------------------------- |
| 1  | Lisbonne                                                     | Lisbonen(sis)                                                | romain                                                            | T                                                                 | P                                                                 | M                                                                 | Lisbonne                                                          | Rui Manuel Sousa Valério                                                                  |
| 2  | Braga                                                        | Bracaren(sis)                                                | romain de Braga                                                   | T                                                                 | A                                                                 | M                                                                 | Braga                                                             | José Manuel Garcia Cordeiro                                                               |
| 3  | Évora                                                        | Eboren(sis)                                                  | romain                                                            | T                                                                 | A                                                                 | M                                                                 | Évora                                                             | Francisco Senra Coelho                                                                    |
| 4  | Angra                                                        | Angren(sis)                                                  | romain                                                            | T                                                                 | D                                                                 | S                                                                 | Lisbonne                                                          | Armando Esteves Domingues                                                                 |
| 5  | Aveiro                                                       | Aveiren(sis)                                                 | romain                                                            | T                                                                 | D                                                                 | S                                                                 | Braga                                                             | António Manuel Moiteiro Ramos                                                             |
| 6  | Beja                                                         | Beien(sis)                                                   | romain                                                            | T                                                                 | D                                                                 | S                                                                 | Évora                                                             | Fernando Maio de Paiva                                                                    |
| 7  | Bragance-Miranda                                             | Brigantien(sis)-Miranden(sis)                                | romain                                                            | T                                                                 | D                                                                 | S                                                                 | Braga                                                             | Nuno Manuel dos Santos Almeida                                                            |
| 8  | Coimbra                                                      | Conimbricen(sis)                                             | romain                                                            | T                                                                 | D                                                                 | S                                                                 | Braga                                                             | Virgilio do Nascimento Antunes                                                            |
| 9  | Faro                                                         | Pharaonen(sis)                                               | romain                                                            | T                                                                 | D                                                                 | S                                                                 | Évora                                                             | Manuel Neto Quintas                                                                       |
| 10 | Funchal                                                      | Funchalen(sis)                                               | romain                                                            | T                                                                 | D                                                                 | S                                                                 | Lisbonne                                                          | Nuno Brás da Silva Martins                                                                |
| 11 | Guarda                                                       | Ægitanien(sis)                                               | romain                                                            | T                                                                 | D                                                                 | S                                                                 | Lisbonne                                                          | Manuel da Rocha Felício                                                                   |
| 12 | Lamego                                                       | Lamacen(sis)                                                 | romain                                                            | T                                                                 | D                                                                 | S                                                                 | Braga                                                             | António José da Rocha Couto                                                               |
| 13 | Leiria-Fátima                                                | Leirien(sis)-Fatimen(sis)                                    | romain                                                            | T                                                                 | D                                                                 | S                                                                 | Lisbonne                                                          | José Ornelas Carvalho                                                                     |
| 14 | Portalegre-Castelo Branco                                    | Portalegren(sis)-Castri Albi                                 | romain                                                            | T                                                                 | D                                                                 | S                                                                 | Lisbonne                                                          | Antonino Eugénio Fernandes Dias                                                           |
| 15 | Porto                                                        | Portugallen(sis)                                             | romain                                                            | T                                                                 | D                                                                 | S                                                                 | Braga                                                             | Manuel da Silva Rodrigues Linda                                                           |
| 16 | Santarém                                                     | Santaremen(sis) in Lusitania                                 | romain                                                            | T                                                                 | D                                                                 | S                                                                 | Lisbonne                                                          | José Augusto Traquina Maria                                                               |
| 17 | Setúbal                                                      | Setubalen(sis)                                               | romain                                                            | T                                                                 | D                                                                 | S                                                                 | Lisbonne                                                          | Américo Manuel Alves Aguiar                                                               |
| 18 | Viana do Castelo                                             | Vianen(sis) Castelli                                         | romain                                                            | T                                                                 | D                                                                 | S                                                                 | Braga                                                             | João Evangelista Pimentel Lavrador                                                        |
| 19 | Vila Real                                                    | Villaregalen(sis)                                            | romain                                                            | T                                                                 | D                                                                 | S                                                                 | Braga                                                             | António Augusto de Oliveira Azevedo                                                       |
| 20 | Viseu                                                        | Visen(sis)                                                   | romain                                                            | T                                                                 | D                                                                 | S                                                                 | Braga                                                             | António Luciano dos Santos Costa                                                          |
| 21 | Ordinariat militaire du Portugal                             | —                                                            | romain                                                            | P                                                                 | O                                                                 | E                                                                 | —                                                                 | vacant                                                                                    |
|    | Légende                                                      |                                                              |                                                                   |                                                                   |                                                                   |                                                                   |                                                                   |                                                                                           |
|    | I - T: Juridiction territoriale - P: Juridiction personnelle | I - T: Juridiction territoriale - P: Juridiction personnelle | II - A: Archidiocèse - D: Diocèse - O: Ordinariat - P: Patriarcat | II - A: Archidiocèse - D: Diocèse - O: Ordinariat - P: Patriarcat | II - A: Archidiocèse - D: Diocèse - O: Ordinariat - P: Patriarcat | II - A: Archidiocèse - D: Diocèse - O: Ordinariat - P: Patriarcat | II - A: Archidiocèse - D: Diocèse - O: Ordinariat - P: Patriarcat | III - M: Juridiction métropolitaine - S: Juridiction suffragante - E: Juridiction exempte |

## Sièges titulaires
Le tableau ci-dessous recense les sièges titulaires correspondant à d'anciens diocèses de l'Église catholique au Portugal
| Nom       | Nom latin      | Type | Prélat                            |
| --------- | -------------- | ---- | --------------------------------- |
| Chaves    | Aquæ flaviæ    | E    | Pio Gonçalo Alves de Sousa        |
| Caliábria | Calabrien(sis) | E    | Joaquim Augusto da Silva Mendes   |
| Dume      | Dumien(sis)    | E    | Crispin Ojeda Márquez             |
| Elvas     | Elven(sis)     | E    | Nuno Brás da Silva Martins        |
| —         | Magneten(sis)  | E    | Léon Kalenga Badikebele           |
| Penafiel  | Pintien(sis)   | E    | Francisco-Javier Lozano Sebastián |
| Pinhel    | Pinhelen(sis)  | E    | Jorge Estrada Solórzano           |

## Abus sexuels
En 2022, une commission indépendante, créée à l’initiative de l’Église portugaise, s’attache à établir un rapport concernant les violences sexuelles sur les « mineurs et les adultes vulnérables » au sein de l'Église catholique portugaise. Les victimes potentielles sont estimées au nombre de 424.
José Ornelas Carvalho est mis en cause dans des affaires d'abus sexuels de prêtres portugais, datant de 2011 et 2014, au sein de l'Église catholique portugaise. Ces affaires concernent des prêtres agresseurs au Mozambique et un prêtre violent au Portugal. Il déclare n'avoir rien à se reprocher mais indique que « ces types de cas sont traités différemment maintenant »,.

## Édifices et institutions
L'Église catholique au Portugal compte 26 cathédrales et plus de quatre mille églises.
Les principaux sanctuaires sont le sanctuaire de Notre-Dame de Fátima (avec sa chapelle des apparitions) et le sanctuaire du Christ Roi.
L'Église catholique au Portugal dispose de plusieurs ordres religieux.
Plusieurs établissements scolaires et hôpitaux comme la Santa Casa de Misericórdia sont dirigés par des catholiques.

## Les saints du Portugal
- Saint Antoine de Padoue. Il naît à Lisbonne et très jeune il entre chez les Chanoines Réguliers de Saint Augustin à Coimbra. Il y fut ordonné prêtre. En 1220 la vue des restes de martyrs revenus du Maroc lui font prendre la décision de s'y rendre mais la maladie le ramène en Europe. En 1221 il passe par Assise puis après enseigne à Bologne. En 1229, il est élu provincial de l'Italie du Nord. Enfin il termine sa vie à Padoue à 36 ans où il meurt d'épuisement Il y prêchait le carême[13],[14].
- Sainte Béatrice de Silva. Elle naît à Campo Maior, dans la province de l'Alentejo, fille de Rui Gomes da Silva, maire de la ville frontalière de Campo Maior, et de Isabel de Menezes, comtesse de Portalegre, laquelle est apparentée aux familles royales de Portugal et de Castille. Elle était aussi la sœur du bienheureux Amadeo de Silva. Béatrice a fondé l'ordre de l'Immaculée Conception (Ses membres religieuses cloîtrées sont appelés Moniales Conceptionnistes).
- Sainte Élisabeth de Portugal. Elle était l'épouse du roi Denis Ier de Portugal.
- Saint Jean de Britto. Il naît à Lisbonne (Portugal) et mort (exécuté) le 4 février 1693, à Oriyur, Tamil Nadu (Inde). Était un prêtre jésuite portugais missionnaire dans l’Inde du Sud. Il fut mis à mort en haine de la foi chrétienne. Considéré comme martyr il fut canonisé en 1947.
- Saint François Marto et Sainte Jacinthe Marto. Ils étaient les deux petits bergers voyants de Notre-Dame à Fátima.
- Bienheureux Gonzalve d'Amarante. Né vers la fin du XIIe siècle à Amarante (Portugal), Gonzalve fut d’abord prêtre séculier. Au terme de pèlerinages à Rome et en Terre sainte, il se fit ermite et finalement entra dans l’ordre dominicain. Après son noviciat, il fut autoriser à retourner à son ermitage avec un autre frère. Il y partagea son temps entre la contemplation et l’évangélisation de la population environnante. Il mourut en 1259.

## Ecclésia
Parmi les 10,3 millions d'habitants que compte le Portugal, l'Église catholique est la communauté religieuse comptant le plus de fidèles au Portugal avec 8,7 millions de fidèles (84,5 %), avant les Protestants (2,1%) et les Musulmans (0,4%).
Un peu moins du tiers des Portugais (29%) va à l'église chaque semaine. La moitié des mariages se fait plus à l’église.
L'observance de la religion sensiblement fort dans les zones du nord, avec la population de Lisbonne et des zones du sud généralement moins dévotes.